# مسجد الرصاص (بيرات)
مسجد الرصاص( بالألبانية: Xhamia e Plumbit, Berat، بالإنجليزية: The Lead Mosque، بالتركية: Berat Kurşunlu Cami)، والمعروف أيضًا باسم مسجد إيزغورلي (بالألبانية:Xhamia e Izgurliut، بالإنجليزية: Izgurli Mosque، بالتركية: Ahmet Bey Camii): هو مسجد تاريخي يعود تاريخه إلى القرن السادس عشر، يقع في بيرات، جنوب وسط ألبانيا.
يأتي اسمه من طلاء الرصاص على قبابه كروية الشكل. تم بناؤه في عامي 1553 و 1554، من قبل أهمتباي إيزغورلي؛ أحد النبلاء المحليين. يعد المسجد حاليًا نصبا ثقافيا لألبانيا. ذكر المستكشف أوليا جلبي في وصفه الحجارة المنحوتة تحت الرصاص، والتي تتوج مجمعًا يضم بازارًا ومدرسة وعمارت وحماما تركيا وشاذروان. قاعة الصلاة مربعة الشكل ولها رواق شمالي ومئذنة عالية رفيعة، مزخرفة بالمينا حيث تلتقي بالسقف. العديد من النوافذ تضيء الداخل.